# Shishamo
Shishamo — японская рок-группа, основанная в 2010 году в городе Кавасаки.

## История
Коллектив образовался в начале 2010 года, после того как три изначальные участницы начали посещать клуб лёгкой музыки во время первого года обучения в Старшей школе науки и технологии города Кавасаки. Асако Миядзаки и Ая Мацумото были друзьями детства, между тем Мисаки Ёсикава познакомилась с ними в старшей школе. Группу назвали в честь сисямо — маленькой рыбы, которая употребляется в пищу в Японии, причём название писалось на кандзи — 柳葉魚.
В 2011 году они начали сочинять музыку. В мае группа участвовала в музыкальном конкурсе Teens Rock в Хитатинаке, где завоевала гран-при и награду за лучший вокал. После этого участницы решили писать название группы латиницей. В октябре группа выпустила первый сингл «Shukudai ga Owaranai», который продавался эксклюзивно в магазинах Tower Records. Одновременно с этим участницы группы стали появляться в радиопередаче All Night Nippon R. В январе 2013 года группа выпустила сборник песен, записанных в старшей школе, под названием Sotsugyo Seisaku, а в марте провела тур по Японии.
Весной 2013 года, окончив старшую школу, участницы стали посвящать практически всё своё время группе и в ноябре выпустили дебютный студийный альбом под названием Shishamo. 6 декабря группа провела первый концерт в Shibuya WWW в Токио. После проведения второго тура по Японии в мае 2014 года группа выступала на девяти летних фестивалях страны, а также выпустила сингл «Kimi to NatsuFes».
11 сентября 2014 года группа объявила об уходе Аи Мацумото, поскольку в старшей школе она обещала себе, что покинет группу, когда ей исполнится 20 лет. На её замену пришла Ая Мацуока.

## Участницы
- Асако Миядзаки (яп. 宮崎朝子) — вокал, гитара
- Мисаки Ёсикава (яп. 吉川美冴貴) — ударные
- Ая Мацуока (яп. 松岡彩) — бас-гитара. Присоединилась к группе 11 сентября 2014 года, сменив Аю Мацумото.

Бывшие
- Ая Мацумото (яп. 松本彩) — бас-гитара. Покинула группу 11 сентября 2014 года, ранее заявив, что уйдёт из неё по достижении 20 лет.

## Дискография

### Студийные альбомы
| Дата            | Название                    | Высшая позиция в чарте Oricon | Продажи |
| --------------- | --------------------------- | ----------------------------- | ------- |
| 23 января 2013  | Sotsugyo Seisaku (卒業制作) | 94                            | 2000    |
| 13 ноября 2013  | Shishamo                    | 34                            | 5000    |
| 4 марта 2015    | Shishamo 2                  | 17                            | 10000   |
| 2 марта 2016    | Shishamo 3                  | 7                             | 10 000  |
| 22 февраля 2017 | Shishamo 4                  | 8                             | 35 000  |
| 20 июня 2018    | Shishamo 5                  | 3                             | 15 000  |
| 29 января 2020  | Shishamo 6                  | 16                            | 5300    |

### Синглы
| Год  | Название                                          | Высшая позиция в чартах | Высшая позиция в чартах | Продажи      | Альбом           |
| Год  | Название                                          | Oricon                  | Billboard Japan Hot 100 | Продажи      | Альбом           |
| ---- | ------------------------------------------------- | ----------------------- | ----------------------- | ------------ | ---------------- |
| 2012 | «Shukudai ga Owaranai» (宿題が終わらない)         | —                       | —                       | ограниченные | Sotsugyo Seisaku |
| 2014 | «Kimi to NatsuFes» (君と夏フェス)                 | 21                      | 16                      | 5000         | Shishamo 2       |
| 2014 | «Ryosangata Kareshi» (量産型彼氏)                 | 26                      | 39                      | 4000         | Shishamo 2       |
| 2014 | «Nettaiya» (熱帯夜)                               | 38                      | 42                      | 4000         | Shishamo 3       |
| 2015 | «Kimi to Gelände» (君とゲレンデ)                  | 30                      | 48                      | 4000         | Shishamo 3       |
| 2016 | «Natsu no Koibito» (夏の恋人)                     | 23                      | 46                      | 5000         | Shishamo 4       |
| 2017 | «Bye Bye» (バイバイ)                              | 22                      | 71                      | 5000         | Shishamo 5       |
| 2017 | «Hora, Waratteru» (ほら、笑ってる)                | 27                      | 84                      | 5000         | Shishamo 5       |
| 2018 | «Mizuiro no Hibi» (水色の日々)                    | 26                      | 15                      | 4500         | Shishamo 5       |
| 2019 | «Oh!»                                             | 31                      | 24                      | 2100         | —                |
| 2019 | «Kimi no Tonari ni Itaikara» (君の隣にいたいから) | 26                      | —                       | 1887         | —                |

### Промо-синглы
| Год  | Название                                               | Высшая позиция в чарте Billboard Japan Hot 100 | Альбом     |
| ---- | ------------------------------------------------------ | ---------------------------------------------- | ---------- |
| 2013 | «Boku ni Kanojo ga Dekita n da» (僕に彼女ができたんだ) | 47                                             | Shishamo   |
| 2015 | «Boku, Jitsu wa» (僕、実は)                            | —                                              | Shishamo 2 |
| 2016 | «Nakaniwa no Shojo-tachi» (中庭の少女たち)             | —                                              | Shishamo 3 |